# Enduring Love
Enduring Love (Alternativtitel: Liebeswahn – Enduring Love) ist ein irisch-britisches Stalkerdrama des Regisseurs Roger Michell aus dem Jahr 2004. Das Drehbuch schrieb Joe Penhall basierend auf dem gleichnamigen Roman von Ian McEwan aus dem Jahr 1997.

## Handlung
Joe und Claire leben in Oxford. Joe ist Philosophieprofessor und seine Freundin Claire ist Künstlerin. An einem sonnigen Tag machen sich die beiden auf den Weg zu einem Picknick im Grünen. Als Joe gerade Claire einen Heiratsantrag machen möchte, taucht über der Wiese ein Heißluftballon auf. Der Korb des Ballons setzt auf der Wiese unsanft auf, so dass der Ballonfahrer aus dem Korb geworfen wird. Im Korb des Ballons bleibt der Enkel des Ballonfahrers allein zurück. Joe eilt zur Hilfe herbei, ebenso wie ein vorbeifahrender Landarzt und zwei weitere Helfer. Zusammen versuchen sie den Korb am Boden zu halten. Dies scheint ihnen auch zunächst zu gelingen. Doch der aufbrausende Wind hebt den Ballon erneut in die Lüfte. Vier der Männer klammern sich an dem Korb fest, während der Arzt an dem Halteseils des Ballons in die Luft gehoben wird. Die vier Männer lassen sich schließlich vom Korb aus einigen Metern Höhe zurück zur Erde fallen. Einzig der Arzt hält sich beharrlich am Halteseil fest, bis ihn schließlich die Kraft verlässt, er zu Boden stürzt und verstirbt.
Joe wird von Gewissensbissen geplagt, er habe als erster den Korb losgelassen und wäre daher für den Tod des Arztes verantwortlich. Weil er sich mehr und mehr zurückzieht, beginnt seine Beziehung zu Claire unter seinen Emotionen zu leiden. Eines Tages nimmt Jed, einer der an dem vergeblichen Rettungsversuch beteiligten Männer, Kontakt zu Joe auf. Jed ist der festen Überzeugung, die Tragödie habe ihn mit Joe untrennbar verbunden. Was als am Anfang nur lästig erscheint, steigert sich im Laufe der Zeit zu Stalking infolge eines krankhaften Liebeswahns.
Die Beziehung zwischen Joe und Claire geht schließlich in die Brüche. Jed sucht Joe beim Einkauf auf, wartet vor seiner Wohnung und besucht schließlich eine seiner Vorlesungen. Daraufhin geht Joe in die Offensive und dringt in Jeds Wohnung ein. Dort findet er eine Wand mit Fotos und Zeitungsartikeln von sich vor. Ihm wird bewusst, wie krankhaft Jeds Liebeswahn ist.
Doch anstatt sich nun von Joe fernzuhalten, befürchtet Jed, dass er Joe für immer an Claire verlieren könnte. Daher sucht er Claire auf, um ihr von seiner vermeintlichen Affäre mit Joe zu berichten. Joe kommt dazu und dementiert Jeds Darstellung. Jed ergreift im Wahn ein Küchenmesser und rammt es Claire in den Bauch, damit Joe und er von nun an zusammen sein können. Joe gelingt es, Jed mit der Waffe zu sich zu locken, um es ihm ebenfalls in den Bauch zu stechen. Er lässt Jed blutend zu Boden fallen und eilt zu Claire hinüber, um ihr zu helfen und einen Krankenwagen zu rufen.
Um die Geschehnisse zu verarbeiten, trifft sich Joe erneut mit Claire auf der Wiese, auf der sie die schicksalshafte Begegnung mit dem Heißluftballon hatten. Joe möchte Claire noch immer einen Hochzeitsantrag machen, um sie zurückzugewinnen, doch Claire fällt ihm ins Wort und bittet ihn, nichts weiter zu sagen. So bleiben sie schweigend nebeneinander sitzen.
Jed ist derweil in eine Psychiatrie eingeliefert worden.

## Hintergrund
Der Film wurde in Oxford sowie in London gedreht. Er feierte seine Weltpremiere am 4. September 2004 beim Telluride Film Festival. Es folgten weitere Vorführungen bei diversen internationalen Filmfestivals, darunter am 7. September 2004 bei den Internationalen Filmfestspielen von Venedig und am 26. Oktober 2004 beim London Film Festival. Ab dem 29. Oktober 2004 wurde der Film in den USA gezeigt, am 26. November 2004 lief er in Irland und dem Vereinigten Königreich an. In Deutschland wurde der Film am 15. Juni 2006 von Highlight auf DVD mit einer FSK 12-Freigabe veröffentlicht. Der Film spielte in den USA knapp 360.000 US-Dollar ein, während an den Kinokassen des Vereinigten Königreichs über 400.000 Pfund Sterling verbucht werden konnten.

## Synchronisation
| Darsteller     | Deutscher Sprecher | Rolle        |
| -------------- | ------------------ | ------------ |
| Rhys Ifans     | Ole Pfennig        | Jed          |
| Daniel Craig   | Marcus Off         | Joe          |
| Helen McCrory  | Susanne von Medvey | Mrs. Logan   |
| Bill Nighy     | Walter von Hauff   | Robin        |
| Ben Whishaw    | Benedikt Gutjan    | Spud         |
| Andrew Lincoln | Matthias Klie      | TV-Produzent |

## Soundtrack
Am 23. Februar 2006 wurde der Soundtrack zum Film bei Mellowdrama veröffentlicht. Er umfasst 14 Musiktitel mit einer Gesamtspieldauer von 40:00 Minuten, wurde von Jeremy Sams komponiert und vom Royal Philharmonic Orchestra eingespielt.
| Nr. | Titel                              | Dauer |
| --- | ---------------------------------- | ----- |
| 1.  | Balloon Music                      | 1:44  |
| 2.  | Obsession                          | 2:09  |
| 3.  | Passacaglia – Working it out       | 4:28  |
| 4.  | Obsession                          | 2:09  |
| 5.  | Pastorale                          | 3:12  |
| 6.  | Moments of Hope                    | 2:38  |
| 7.  | Passacaglia 2 – Things fall apart  | 2:08  |
| 8.  | Lonely Piano into Car Chase        | 2:08  |
| 9.  | The Nightmare begins               | 2:11  |
| 10. | A drunken conversation with myself | 3:49  |
| 11. | Untitled                           | 2:11  |
| 12. | The Nightmare continues            | 3:08  |
| 13. | Swimming Music                     | 2:09  |
| 14. | Pastorale and Finale               | 5:56  |

## Rezeption
Bei dem Film handle es sich um eine „hintergründige Verfilmung“ und „perfide verschnürte Psychopackung“, die sich „in der Traditionslinie der Stalkerfilme von »Verhängnisvolle Affäre« bis »Cable Guy«“ nach Urteil von Cinema „recht gut“ behaupten könne. Weiterhin werden die beiden Protagonisten gelobt. So heißt es: „Der stahlharte James Bond überzeugt als verunsicherter Intellektueller, Rhys Ifans als einer dieser Zeitgenossen, um die man auf Anhieb einen Bogen machen möchte.“
Die Redaktion von kino.de vertritt die Meinung, der Film sei „schlagkräftig besetzt“ und stelle eine „hypnotische wie rätselhafte Meditation über die merkwürdigen Wege der Liebe und ihre erschreckenden Auswüchse“ dar. Der Film beginne mit einem „Paukenschlag“, zudem sei er mit der „elektrisierenden“ Samantha Morton gut besetzt. Die „traumatische Überlebenserfahrung“ des Ballonunfalls, die die Fremden verbindet, sei „von religiöser Intensität“, die von Joe Besitz ergreift, zu seiner Obsession werde und ihn dazu verleite, die Hintergründe des Verunglückten zu erforschen. Sukzessive entwickele sich der Film „weg vom existenziellen Selbstfindungsdrama hin zum erschütternden Stalker-Thriller“ und wandele sich „in einer Abfolge schockierender Szenen, zu seiner Nemesis“. Der Film warte mit „expressiven, immer aufregenden Bildern“ auf. Das Fazit lautet: „Dieser packende Essay über missverstandene und fehlgeleitete Liebe [sei] eine Wucht, die nur Filme entwickeln, die sich etwas trauen, auch wenn sie damit in Kauf nehmen, nicht mit »Spider-Man« und Co. konkurrieren zu können. Allein wegen der mutigen Struktur und dem unwiderstehlichen Daniel Craig, der sich nicht nur körperlich keine Blöße gibt, ist dieser messerscharfe Experimentalthriller unbedingt sehenswert.“
Auf filmtipps heißt es, der Film zeige „in langsamen Bildern den Verfall“ des Protagonisten nach dem misslungenen Rettungsversuch. Neben den „leicht lethargischen Bildern“ führe „die Stimmung der Anfangsszene“, die „den ganzen Film über beibehalten“ werde, dazu, „dass keine Spannung im herkömmlichen Sinn aufkommen“ wolle. Insgesamt sei der Film „ziemlich überraschungsarm“. Laut filmtipps „überwiegen äußerst ruhige Kameraeinstellungen, die im Kontrast zur inneren Unruhe des Hauptcharakters stehen“. Zwar sei die „ungewöhnliche »Lovestory« verpackt in einen recht eigenwilligen Film“. Als Fazit heißt es: „Für einen Thriller fehlt die Spannung, Dramafreunde dürften die Tiefe vermissen, die Figuren wirken unwirklich, gefangen in der Lethargie oder wie Jed vollkommen von der Rolle.“ Dennoch könne der Film zu einem „Filmerlebnis der besonderen Art“ werden, wenn man sich auf ihn einlasse, wofür er sieben von zehn möglichen Punkten erhielt.
Bei Rotten Tomatoes stieß der Film auf gemischte bis positive Kritiken und erzielte eine Wertung von 59 %.

## Auszeichnungen
Bei den British Independent Film Awards wurden Daniel Craig als beste Hauptrolle, Samantha Morton als beste Nebenrolle, Roger Michell als bester Regisseur und Haris Zambarloukos für die beste Kameraarbeit 2004 nominiert. Im selben Jahr wurde der Film vom National Board of Review ausgezeichnet. Bei den London Critics’ Circle Film Awards erhielt Daniel Craig eine Auszeichnung als bester britischer Schauspieler des Jahres, während Joe Penhall als bester britischer Drehbuchautor des Jahres nominiert wurde. Im selben Jahr wurde Daniel Craig für seine Darstellung in Liebeswahn – Enduring Love sowie Layer Cake als bester Schauspieler für den Europäischen Filmpreis nominiert, während Roger Michell eine Nominierung als bester Regisseur erhielt. Die Directors Guild of Great Britain nominierte Roger Michell für eine überragende Regieleistung im Britischen Film. Bei den Empire Awards wurde die Ballon-Szene als beste Szene des Jahres 2005 ausgezeichnet. Zudem wurde Rhys Ifans als bester britischer Schauspieler, Samantha Morton als beste britische Schauspielerin, Roger Michell als bester britischer Regisseur und Liebeswahn – Enduring Love als bester britischer Film für einen Empire Award nominiert. Daniel Craig wurde 2007 bei den Sant Jordi Awards als bester ausländischer Schauspieler für seine Darstellung in Liebeswahn – Enduring Love sowie James Bond 007: Casino Royale ausgezeichnet.